# Boufféré

Boufféré este o comună în departamentul Vendée, Franța. În 2009 avea o populație de 2,829 de locuitori.